# Jeypore Evangelical Lutheran Church

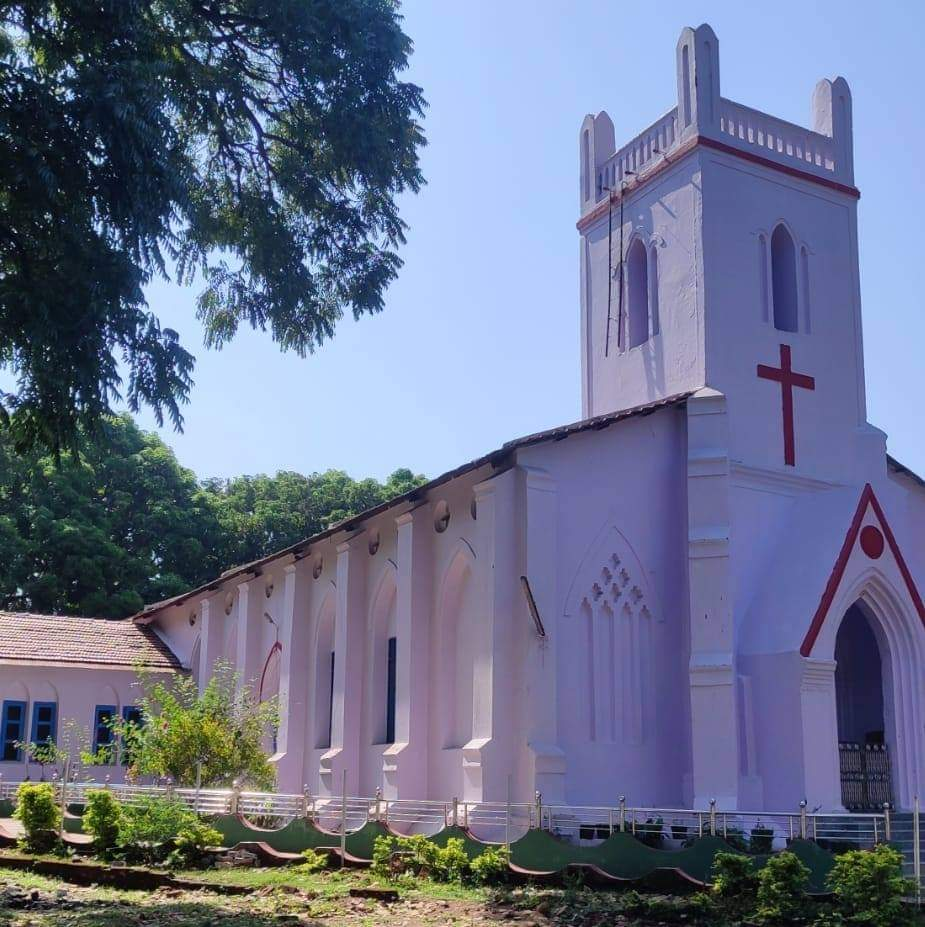
Lutherische Kirche in Jeypore

Die Jeypore Evangelical Lutheran Church (JELC, deutsch Evangelisch-Lutherische Jeypore-Kirche) ist eine Mitgliedskirche der Vereinigten Evangelisch-Lutherischen Kirchen in Indien. Sie wurde 1882 durch Unterstützung der Schleswig-Holsteinischen Evangelisch-Lutherischen Missionsgesellschaft gegründet. Zu dieser Zeit war der Gründer der schleswig-holsteinischen Mission in Deutschland Pastor Christian Jensen.

## Die Anfangsjahre (ab 1882)
Die Pioniermissionare Pastor Ernst Pohl und Pastor Herman Bothmann kamen 1882 nach Indien und erreichten am 31. Mai den Bezirk Koraput in Odisha, wo sie mit der Evangelisationsarbeit begannen. Die erste Frau, Asimuti Behera aus dem Dorf Joba unter der Kotpad-Missionsstation, wurde am 6. Dezember 1886 von der Missionarin Timmke getauft. Im Laufe der Jahre wuchs eine eigene Gemeindetradition heran und die Kirche wuchs vor allem durch ihr soziales Engagement vorwiegend unter den sozial Schwachen der Dalit.

## Entwicklung der Kirche
Im Jahr 2021 zählte die Kirche etwa 150.000 Mitglieder. Sie ist in den Distrikten Koraput, Malkangiri, Nowrangpur und Rayagada im Süden von Orissa vertreten und umfasst 17 Propsteien, davon zwölf Propsteien direkt unter der JELC und fünf Propsteien unter der Vereinigung der Adivasi-Gemeinden (ASC).
Sie hat ihre eigenen Statuten, die von der IGR von Odisha gemäß dem Gesellschaftsregistrierungsgesetz von 1952 genehmigt wurden. Die Synode hat vier gewählte Amtsträger: Bischof, Synodenvorsitzender, Sekretär und Schatzmeister. Sie sind jeweils vier Jahre im Amt. Die derzeitigen Amtsinhaber (Stand 2/2023) sind Rt. Rev. Bidhan Kumar Nayak als Bischof der JELC, Rev. Anant Kumar Nag als Präses der Synode, Profulo Kumar Bhatra als Sekretär und Jasbir Daniel Paul als Schatzmeister. Der Hauptsitz der JELC befindet sich in Jeypore.

### Soziale Arbeit und Bedeutung
Die Jeypore-Kirche unterhält verschiedene Bildungseinrichtungen und fördert die Ausbildung von Entwicklungshelferinnen und -helfern. Darüber hinaus leistet sie Katastrophenhilfe und fördert Entwicklungsprojekte. Zu den Mitgliedern der Jeypore-Kirche zählen viele Adivasi und Dalits, die früher Kastenlose genannt wurden.

### Ökumenische Verbundenheit
Die Jeypore-Kirche ist Mitglied der Vereinigten Evangelisch-Lutherischen Kirche in Indien und über sie auch im Nationalen Rat der Kirchen in Indien, im Lutherischen Weltbund und im Ökumenischen Rat der Kirchen. Aufgrund ihrer Entstehungsgeschichte pflegt sie eine offizielle Kirchenpartnerschaft zur Evangelisch-Lutherischen Kirche in Norddeutschland.